# Transkripcija i transliteracija
Transkripcija (prijepis, prezvukovljivanje) je prenošenje znakova iz jednog pisma u drugo, pri čemu se vodi računa o izgovoru. Također, transkribiraju se i imena s istog pisma, točnije u našem slučaju, latinice, kad posuđenice prolaze kroz fonološku, morfološku i značenjsku prilagodbu.
Transliteracija (prijeslov) je prenošenje znakova iz jednog pisma u drugo, pri čemu se ne vodi računa o izgovoru, odnosno, prenosi se znak za znak.
Kinesko pismo se kao morfemografsko (znamopis) ne može transliterirati, jer nema slova niti sa slovima usporedivih pismena, ali u transkripciji se mora svaki slog razlikovati od drukčijeg sloga.

## U standardnom hrvatskom jeziku

### Transkripcija japanskih i kineskih imena
Hrvatski pravopis određuje pisanje vlastitih imenica (osobna i zemljopisna imena) prema latiničnom zapisu prihvaćenom u dotičnoj zemlji, osim nekih malobrojnih takvih imenica koje su se udomaćile. Primjeri: Matsuo Basho, Sunzi, Laozi, Qin Shi Huangdi, Kongzi ili Kongfuzi, ali i Konfucije, Beijing, ali i Peking.
Udomaćene se obične riječi fonetiziraju. Primjeri: cunami, džudo i džiju-džicu (ustaljeno je s dž), nindža, samuraj, jakuza.
Osnovna su pravila fonetiziranja japanskih riječi sljedeća:
- ch > ć
- j > đ
- sh > š
- ts > c
- w > v
- y > j

### Kineski pomoćni latinični alfabetpinyini hrvatska transkripcija
(osnovno, abecednim redom)
- ch > č
- j > đ
- q > ć
- r > ž
- sh > š
- w > v
- x > meko š, sj
- y > j
- z > dz (sliveno)
- zh > dž
- slog yan i nastavak sloga -ian > jen
- nastavak sloga -ong > -ung

Napomena: U zapadnim zemljama često se još rabi Wade-Gilesova transkripcija kineskih riječi (prepoznaje se po brojnim apostrofima). Na internetu je lako naći usporedne tablice s pinyinom.

### Transkripcija i transliteracija arapskih imena
Postoji više propisanih standarda za transliteraciju arapskih imena, kao DIN 31635 ili ISO 233. Ipak u većini slučajeva, npr. u novinama ili knjigama, može se naći transkribirana inačica naziva, npr. sura aš-Šams / ash-shams (engleski) / asch-Schams (njemački) / asj-Sjams (nizozemski) / ach-chams (francuski).
Budući da je velik broj današnjih arapskih zemalja bio kolonijalni posjed nekih europskih zemalja, mnoge u transliteraciji arapskih imena koriste jezična pravila svojih bivših kolonizatora. Primjerice: Hicham El Guerrouj (francuska transliteracija) ili Omar Sharif (engleska transliteracija).
U hrvatskoj je jezičnoj praksi fonetiziranje arapskih imena.

### Transkripcija ćirilićnih imena
Također se fonetiziraju, a za ruska, bjeloruska i ukrajinska posebna slova vrijede ova pravila:
- rus. Ё > e (ë)[1]
- bjelorus. Ё > jo
- rus. i bjelorus. Ы > y
- rus. i ukr. Щ > šč
- bjelorus. ў > ŭ
- rus. i bjelorus. Э > ė
- ukr. Є є > je
- rus.[1] Ъ > ´ (akut)
- rus., bjelorus. i ukr. Ю > ju
- rus., bjelorus. i ukr. Я > ja
- rus., bjelorus. i ukr. Й й > j
- rus., bug., bjelorus. i ukr. Ь ь > ʼ odnosno ’ (apostrof)
- ukr. И > y;[1] y, i;[2] i[3]
- ukr. ï > i (ji),[1] ji[3]
- bjelorus. i ukr. I ı (I i) > i
- rus. e > e iza suglasnika, je na početku riječi, iza samoglasnika i iza Ь i Ъ
- ukr. ’ > ne transkribira se[3]

Apostrof i akut se pišu u vlastitom slovnom mjestu (sa spatiumom).

#### Za ruski jezik
| Аа Aa | Бб Bb | Вв Vv | Гг Gg | Дд Dd   | Ее (1) | Ёё Ee | Жж Žž  | Зз Zz | Ии Ii    | Йй Jj    |
| Кк Kk | Лл Ll | Мм Mm | Нн Nn | Оо Oo   | Пп Pp  | Рр Rr | Сс Ss  | Тт t  | Уу Uu    | Фф Ff    |
| Хх Hh | Цц Cc | Чч Čč | Шш Šš | Щщ Ščšč | Ъъ (2) | Ыы Yy | Ьь (3) | Ээ Ee | Юю Ju ju | Яя Ja ja |

1) Kao  „e” iza suglasnika, kao je na početku riječi, iza samoglasnika i iza Ь i Ъ
2) Tvrdi znak, ne izgovara se, koristi se za označavanje prethodnog suglasnika kao tvrdog.
3) Meki znak, ne izgovara se, koristi se za označavanje prethodnog suglasnika kao mekog.

## Vanjske poveznice
- Nives Opačić, Babyn Jar – stari i novi prijepori // Vijenac br. 328, Matica hrvatska, Zagreb, 12. listopada 2006.  Arhivirana inačica izvorne stranice od 16. prosinca 2013. (Wayback Machine)